# Посланици на САЩ
| Тази статия е част от списък статии, които периодично се обновяват. Тя е последно актуализирана на 10 март 2011. |

Списък на посланици на САЩ в някои държави.
Титулярите на тази длъжност се променят през определен период, понякога постът временно е оглавявам от дипломат от по-нисък ранг, по-рядко такъв пост се създава или отменя, анулира.
Посланиците са номинирани от Президента на САЩ и потвърдени и одобрени от Сената на САЩ. Тъй като посолствата принадлежат на Външното министерство на САЩ, посланиците отговарят към Държавния секретар на САЩ. Както и членовете на кабинета и други президентски назначения в изпълнителната власт, обичайно е новите президенти да сменят повечето посланици.

## Настоящи посланици на САЩ

### Азия
| Страна   | Посланик на САЩ   | Посолство Уебсайт                                          | Дата на потвърждаване от Сената на САЩ |
| Виетнам  | Майкъл У. Мичалак | Ханой Архив на оригинала от 2008-01-19 в Wayback Machine.  | август 2007                            |
| Тайланд  | Кристи Кени       | Банкок Архив на оригинала от 2015-03-03 в Wayback Machine. | септември 2010                         |
| Филипини | Хари Томас        | Манила Архив на оригинала от 2008-02-25 в Wayback Machine. | март 2010                              |
| Япония   | Джон Роос         | Токио Архив на оригинала от 2005-07-22 в Wayback Machine.  | август 2009                            |

### Африка
| Страна | Посланик на САЩ   | Посолство Уебсайт                                            | Дата на потвърждаване от Сената на САЩ |
| Гана   | Доналд Тайтълбаум | Гана Архив на оригинала от 2012-01-05 в Wayback Machine.     | юни 2008                               |
| Чад    | Марк Баулуър      | Нджамена Архив на оригинала от 2014-11-29 в Wayback Machine. | септември 2010                         |

### Европа
| Страна         | Посланик на САЩ                                                       | Посолство Уебсайт                                           | Дата на потвърждаване от Сената на САЩ |
| Австрия        | Уилям Ийко                                                            | Виена Архив на оригинала от 2010-05-30 в Wayback Machine.   | август 2009                            |
| Албания        | Алекзандър A. Арвизу                                                  | Тирана Архив на оригинала от 2011-05-16 в Wayback Machine.  | декември 2010                          |
| Беларус        | Майкъл Сканлан, chargé d'affaires a.i., вакантен пост от 12 март 2008 | Минск Архив на оригинала от 2010-10-05 в Wayback Machine.   |                                        |
| България       | Джеймс Уорлик                                                         | София Архив на оригинала от 2008-07-06 в Wayback Machine.   | декември 2009                          |
| Великобритания | Луис Сасман                                                           | Лондон                                                      | юли 2009                               |
| Германия       | Филип Мърфи                                                           | Берлин Архив на оригинала от 2015-02-16 в Wayback Machine.  | август 2009                            |
| Гърция         | Даниъл Бенет Смит                                                     | Атина Архив на оригинала от 2007-09-12 в Wayback Machine.   | септември 2010                         |
| Молдова        | Асиф Чодхри                                                           | Кишинев Архив на оригинала от 2010-02-14 в Wayback Machine. | септември 2008                         |
| Румъния        | Марк Джитънстайн                                                      | Букурещ Архив на оригинала от 2009-09-19 в Wayback Machine. | юли 2009                               |
| Русия          | Джон Бейръл                                                           | Москва Архив на оригинала от 2008-10-08 в Wayback Machine.  | юни 2008                               |
| Сърбия         | Мери Уорлик                                                           | Белград Архив на оригинала от 2009-03-11 в Wayback Machine. | декември 2009                          |
| Турция         | Франсис Дж. Ричардон, Младши                                          | Анкара Архив на оригинала от 2008-11-20 в Wayback Machine.  | декември 2010                          |
| Украйна        | Джон Тефт                                                             | Киев Архив на оригинала от 2009-02-21 в Wayback Machine.    | ноември 2009                           |

### Северна Америка
| Страна  | Посланик на САЩ | Посолство Уебсайт                                         | Дата на потвърждаване от Сената на САЩ |
| Канада  | Дейвид Якобсон  | Отава Архив на оригинала от 2015-07-22 в Wayback Machine. | октомври 2009                          |
| Мексико | Карлос Паскуал  | Мексико                                                   | август 2009                            |

### Южна Америка
| Страна    | Посланик на САЩ                                                            | Посолство Уебсайт                                                         | Дата на потвърждаване от Сената на САЩ |
| Аржентина | Вилма С. Мартинез                                                          | Буенос Айрес Архив на оригинала от 2010-11-01 в Wayback Machine.          | юли 2009                               |
| Боливия   | Джон С. Кримър, chargé d'affaires a.i., вакантен пост от 10 септември 2008 | Ла Паз Архив на оригинала от 2008-02-25 в Wayback Machine.                | август 2009                            |
| Еквадор   | Хедър М. Ходжис                                                            | Сан Франциско де Кито Архив на оригинала от 2013-03-18 в Wayback Machine. | октомври 2008                          |
| Колумбия  | Питър Майкъл Маккинли                                                      | Богота Архив на оригинала от 2008-04-30 в Wayback Machine.                | август 2010                            |
| Чили      | Алехандро Даниел Волф                                                      | Сантяго Архив на оригинала от 2010-06-09 в Wayback Machine.               | юли 2010                               |